# معهد عمان للتنمية الحضرية
معهد عمّان للتنمية الحضرية أو معهد عمان (بالإنجليزية: Amman Institute for Urban Development ويُرمز له اختصارا: Ai) هو مؤسسة أردنية غير ربحية، تأسس في عمّان عام 2008 كشركة مساهمة خاصة تعمل كمركز إقليمي للتميز في مجال الحكم الحضري الرشيد وتخطيط وتنمية المجتمعات المحلية والإصلاح المؤسسي داخل الأردن وفي منطقة الشرق الأوسط.
وتتركز مشاريع المعهد في التخطيط والتصميم الحضري والاستدامة والمشاريع السياحية، من خلال الشراكة مع العديد من المؤسسات المحلية والدولية لتمويل هذه المشاريع التنموية. ويهدف المعهد بشكل أساسي إلى الحد من هجرة العقول والخبرات الأردنية إلى الخارج والمساهمة في بناء اقتصاد معرفي من خلال جذب تلك الخبرات.

## التأسيس
إن فكرة تأسيس المعهد إنبثقت من النجاح الذي حققه مخطط عمّان الشمولي - الفائز بعدة جوائز عالمية، وهو مبادرة قامت بها أمانة عمان الكبرى عام 2008 لتخطيط وتنظيم نمو المدينة، وليمارس أنشطته في مجال الحكم الحضري الرشيد على المستويين المحلي والقومي بحيث يتعامل مع قضايا متعددة تمس البلد والمواطن كإدارة الأراضي والتخطيط المادي ووضع السياسات العامة وقيادة المدن بالإضافة إلى عدة مهام أخرى يضطلع بها المعهد. يؤمن المعهد بتبني الأفكار العالمية وتطبيقها محليا ً بحيث تلائم حاجات المواطنين وتعكس رؤاهم وتطلعاتهم، وبالتالي فإن المعهد لا يقوم على حرفية تطبيق الممارسات الأجنبية باعتبارها وسيلة ً مطلقة ًبصرف النظر عن السياق المحلي الذي يتم تطبيقها فيه، بل إنه يسعى لفهم المحيط المحلي والعمل ضمن نطاقه في حين يقوم بتوسيع ذلك المحيط تبعا ً لقواعده الخاصة بهدف خلق قصص نجاح في الحكم الحضري الرشيد.

## الهيكل
المعهد المملوك حالياً لأمانة عمان الكبرى ويترأس مجلسه الإداري أمين عمّان، الذي حلّ مكان شركة الاستشارات الخارجية بيرنغ بوينت التي استعين بها أصلاً للعمل على المخطط الشمولي. بالنسبة لمجلس الإدارة، فيعتبر شادي رمزي المجالي نائبا للرئيس، أما الأعضاء فهم: م. سامي هلسة، د. معن النسور، ولينا عناب (معظمهم يمثل القطاع العام). وتدير م. هانية مرقة المعهد بالوكالة، بعد إنهاء عمل الإدارة السابقة - كندية الجنسية، والتي أسست المعهد. كما يعمل فريق من المخططين الحضريين والمتخصصين في الاستدامة والسياحة والتدريب ضمن كادر المعهد.

## المشاريع

ورشة إطلاق مشروع إدارة مخاطر الكوارث في عمّان، بحضور رئيس لجنة أمانة عمّان، وعدد كبير من ممثلي الجهات المعنية في الدولة، وبدعم سويسري.

صورة تحاكي النمو المستقبلي لأحد مناطق شارع المطار بعمّان من المخطط الخاص به.

أحد خرائط مشروع مخطط إربد الكبرى لعام 2030، لمنطقة إربد شمال الأردن.

تدور خدمات وبرامج المعهد حول محورين أساسيين: أولهما تقديم خدمات استشارية لمؤسسات في القطاعين العام والخاص، فضلاً عن مؤسسات غير ربحية حول مواضيع ذات علاقة بالتنمية الحضرية، وثانيهما قيام المعهد بأعمال البحث والتواصل في مجال الحاكمية المحلية وتطوير المجتمع المحلي.
لقد قام المعهد بإنجاز عشرات المشاريع المندرجة في تصنيف التخطيط والتصميم الحضري والاستدامة والتدريب، كان من أهمها: مشروع الشريط الحضري لوادي عمّان، مشروع مخططات وزارة الشؤون البلدية في عدد من البلدات التابعة لمحافظات البلقاء والزرقاء وإربد في الأردن، مخطط منطقة عمل وسط المدينة، مشروع تعزيز القدرات المؤسسية والبشرية لإدارة المخاطر الزلزالية في مدينة عمان، مبادرة معهد عمّان للتقليل من الانبعاثات الكربونية، التخطيط لنقل حضري مستدام صديق للبيئة، إستراتيجية وخطة عمل الاستدامة البيئية في عمان، والعديد من البرامج في التوعية والتدريب والحاكمية للكوادر الأردنية ومن الدول العربية المجاورة، كتدريب المخططين الحضريين وكوادر البلديات الفلسطينية والعراقية.

يشار بالذكر إلى أن المعهد قد طور أول برنامج تدريبي باللغة العربية حول النمو الذكي للمدن وتم طرحه لخبراء التخطيط في المنطقة، إلى جانب توسيع خدماته التي تجاوزت التخطيط لتشمل البحوث التطبيقية والخدمات الاستشارية في مجالات الحوكمة والتنمية المستدامة، من خلال الشراكة مع العديد من المؤسسات المحلية والدولية بما في ذلك وزارة الشؤون البلدية والقروية ومعهد البنك الدولي ونقابة المهندسين الأردنيين وكلية كينيدي للإدارة الحكومية في جامعة هارفرد وجامعة كاليفورنيا في بيركلي، وغيرها.
كما أن المعهد قد قام بتطوير مركزاً إلكترونياً لتبادل المعلومات والخرائط Mapjo.com، إضافة إلى إنجاز قاموس يضم مصطلحات تعنى بالتخطيط الحضري ليكون مرجعاً موحّداً للأطراف العاملة في تخطيط المدن في الأردن وخارجه، بحيث ستتوفر منه نسخة إلكترونية على الموقع الإلكتروني الجديد للمعهد.
ويقدم المعهد خدماته الاستشارية في مجال التخطيط المحلي والتنمية المستدامة والحكم الحضري الرشيد، الذي يشكل تجمعا معرفيا إقليميا يحافظ على المواهب المحلية ويتبناها ويحتضنها، للمساهمة في تنمية الرصيد الفكري ونشره وتمكين المراكز في العالم العربي لبناء مجتمعات مستدامة. ونظراً للنجاح الذي يحققه المعهد في هذا المجال، تقدمت مدن من فلسطين والسعودية واليمن بطلبات إلى المعهد بهدف وضع مخططات خاصة بها.

## مخطط عمّان الشمولي

مخطط عمّان الشمولي حتى 2025 - الذي فاز بجوائز عالمية، تظهر به الطرق الرئيسية والسكك، ومناطق الأبراج. تبلغ مساحته الإجمالية 1,680 كم².

لقد نبعت فكرة تأسيس المعهد من النجاح الذي تم تحقيقه في مخطط عمان والذي يعد مبادرة قامت بها أمانة عمّان لتخطيط وتنظيم نمو مدينة عمّان حتى عام 2025. وقد تم أثناء العمل على تلك المبادرة إيجاد قاعدة قيمة من الموارد البشرية تتمثل في فريق من الخبراء الأردنيين والدوليين والذين شكلوا فيما بعد فريق عمل المعهد، وقد كان أحد أهداف المعهد الاستفادة من تلك القاعدة من الخبرات قبل تلاشيها بانتهاء العمل على المخطط الآنف الذكر.
يعد مخطط عمّان مبادرة رائدة وفريدة من نوعها في مجال التخطيط. تهدف هذه المبادرة إلى وضع أول مخطط لمدينة عمّان ناتج عن مشاركة جميع الأطراف المعنية وملزم من الناحية القانونية بغية توجيه نمو المدينة عبر السنوات العشرين القادمة. يستند المخطط على الهوية التاريخية والطابع العصري للمدينة، أي أنه يستند على ما يميز عمان عن غيرها من المدن الأخرى بما في ذلك طوبغرافية المكان وسماته الجغرافية، والموروث الطبيعي والحضاري للمدينة، والمشاهد والمعالم الحضرية، والمناطق العامة المفتوحة، والأحياء المستقرة والشوارع متعددة الاستعمالات، وتنوع المقاييس ووحدة الأبنية في نفس الوقت، كل ذلك بالإضافة إلى النمو المستمر للمدينة. ويسعى المخطط إلى تعزيز الطابع الفريد للمدينة والمحافظة عليه، مع التأكيد على حقيقة كون عمّان مدينة لا تهاب الحداثة والمعاصرة، وإنما تسعى نحو تأكيدها وتكاملها مع جمال المدينة القائمة وصفائها ومدنيَّتها التي تعرف بها.
يشار بالذكر إلى ان هذا المخطط الشمولي - الذي ساهم فيه المعهد بشكل كبير بعد إطلاقه، قد نال جوائز عالمية منها جائزة القيادة العالمية في تخطيط المدن  وجائزة المدينة عن قارة آسيا.

## نقد للمعهد
تعرض المعهد في الفترة الحالية لكثير من النقد من قبل بعض الجهات داخل الأردن بتهمة إهدار المال العام للإدارة الكندية السابقة فيه - والتي أنهت أعمالها في وقت سابق من عام 2011، حيث انه لم تعد تربطها علاقة بالمعهد نهائيا. ويخضع المعهد حاليا باستمرار للمساءلة والمحاسبة من قبل الجهات المختصة وأبرزها مجلس امانة عمان الذي يعد المرجعية عن المعهد وهو من يعين مدققي الحسابات لاجراء التدقيق المالي على كافة الحسابات. ومؤخرا خضعت حساباته للتدقيق من قبل ديوان المحاسبة.
يشار إلى أن المعهد الذي يلازمه جدل كبير كلما فتح موضوعه بسبب النسبة المئوية المقتطعة من أرباحه للإدارة الكندية السابقة، قد قام - وبحسب مراقبين، برفد أمانة عمّان بخبرات هندسية ومعرفية أردنية عالية المستوى ومن أمهر الخبرات في مجال التخطيط العمراني والتنمية الحضرية على مستوى الوطن العربي.

## وصلات خارجية
- الموقع الرسمي.